# Марьевка (Белинский район)
Марьевка — село в Белинском районе Пензенской области России. Входит в состав Студенского сельсовета.

## География
Село находится в юго-западной части Пензенской области, в пределах Приволжской возвышенности, на правом берегу реки Мошли, на расстоянии примерно 31 километра (по прямой) к западу от города Белинский, административного центра района. Абсолютная высота — 175 метров над уровнем моря.

## История
Основана в период между 1762 и 1782 годами графом Алексеем Кирилловичем Разумовским на территории Чембарского уезда. В 1891 году была построена деревянная церковь, освящённая во имя Андрея Критского. В 1896 году имелось 72 двора и земская школа. По состоянию на 1912 год входила в состав Ершовской волости Чембарского уезда. Имелось одно крестьянское общество, 97 дворов, церковь, церковноприходская школа, две ветряных мельницы и лавка.
В 1939 году в составе Поимского района. В 1955 году являлась частью Похвистневского сельсовета Поимского района. Действовал колхоз «Путь к коммунизму».

## Население
| 2002 | 2010 |
| ---- | ---- |
| 79   | ↘51  |

Половой состав
По данным Всероссийской переписи населения 2010 года в гендерной структуре населения мужчины составляли 41,2 %, женщины — соответственно 58,8 %.
Национальный состав
Согласно результатам переписи 2002 года, в национальной структуре населения русские составляли 98 % из 79 чел.